# Sdružení obcí mikroregionu Bystřička
Sdružení obcí mikroregionu Bystřička (Nederlands: Gemeentelijk samenwerkingsverband microregio Bystřička) of kort Mikroregion Bystřička is een samenwerkingsverband van de stad Velká Bystřice en 11 omliggende gemeenten in de Tsjechische regio Moravië. Het samenwerkingsverband is in 1999 opgericht.

## Deelnemende gemeenten
| Naam           | Stad / gemeente | Oppervlakte (km2) | Inwoners (2023) | Lid sinds |
| -------------- | --------------- | ----------------- | --------------- | --------- |
| Bukovany       | Gemeente        | 3,16              | 682             | 1999      |
| Bystrovany     | Gemeente        | 3,51              | 991             | 1999      |
| Daskabát       | Gemeente        | 5,83              | 626             | 1999      |
| Doloplazy      | Gemeente        | 8,04              | 1357            | 2006      |
| Hlubočky       | Gemeente        | 23,61             | 4206            | 1999      |
| Kozlov         | Gemeente        | 45,76             | 279             | 2017      |
| Mrsklesy       | Gemeente        | 5,55              | 705             | 1999      |
| Přáslavice     | Gemeente        | 7,28              | 1489            | 1999      |
| Svésedlice     | Gemeente        | 3,03              | 276             | 1999      |
| Tršice         | Gemeente        | 25,04             | 1832            | 1999      |
| Velká Bystřice | Stad            | 9,22              | 3625            | 1999      |
| Velký Újezd    | Vlek (městys)   | 6,83              | 1394            | 1999      |